# Вила Ђинестре (Терамо)
Вила Ђинестре (итал. Villa Ginestre) је насеље у Италији у округу Терамо, региону Абруцо.
Према процени из 2011. у насељу је живело 45 становника. Насеље се налази на надморској висини од 298 м.